# 게르만족의 대이동
게르만족의 대이동은 서기 375년 (빠르면 300년)부터 568년까지 지속된 시기이며, 서로마 제국의 쇠퇴가 진행 및 멸망한 이후 시기에, 주로 게르만족 및 훈족 등 여러 민족들이 주로 로마의 영토에 해당하는 유럽 지역으로 침입한 때이다. 영어권에서는 독일어 용어 Völkerwanderung을 번역한 Migration Period (민족 대이동기)라고 하며, 로마 및 그리스의 관점으로 보아, 야만인의 침입기라고도 한다.
게르만족의 대이동의 시작 및 종료 시기에 대해 역사가들 사이에 이견들이 존재한다. 시작 시기는 375년에 아시아에서 온 훈족이 유럽을 공격하던 때로 널리 받아들여지며, 끝난 시기는 568년에 랑고바르드족이 이탈리아를 정복한 때 나 700년과 800년 사이 어느 시기로 받아들여진다. 여러 요인들이 게르만의 대이동 현상에 기여했으며, 그 각자 요소들의 중요성과 역할에 대해서는 전문가들 사이에서 여전히 논쟁의 거리다. 로마 제국과 외부 민족들은 382년을 시작으로 로마 제국내에 이민족들이 정착하게끔 하는 조약들을 맺었다. 오늘날의 프랑스, 독일 등의 전신 국가인 프랑키아를 훗날에 세운, 프랑크족들은 로마 제국에 정착하였고 갈리아 북동부를 지키라는 업무를 부여받았다. 서로마 제국은 라인강을 건너 침입해오는 수에비족과 반달족에게 처음으로 피해를 입었다. 서로마 제국의 인구 감소와 더불어 여러 부족들 간의 분쟁이 잇따르면서, 점차 게르만족 및 로마인 군인들에게 권력이 이동하였다.
서로마 제국의 멸망이 이 이동의 결과인지 혹은 원인이었는지에 대해서 학자들 간에 의견이 상충된다. 동로마 제국은 상당한 인구 감소 및 침입해오는 이민족들에게 조공을 바치기도 했으나, 이민족들의 영향을 덜 입었고 1453년 오스만 제국에 콘스탄티노플 함락이 될 때까지 살아남았다. 근대 시대 때, 게르만족의 대이동은 보다 부정적인 관점으로 점차 서술되었고, 서로마 제국의 멸망에 기여한 것이라고 점점 여겨졌다. 멸망한 서로마 제국이 있던 곳에서 야만왕국들이 5-6세기에 생겼고 중세 전기의 모습을 갖추었다.
이민족들의 이주는 전투원이나 부족민 등 10,000명에서 20,000명 정도를 이뤘으며, 당시 로마 제국의 평균 인구 4천만 명과 비교됐을 때, 100여 년 기간에 이들의 이주 숫자는 750,000명을 넘지 못했다. 이주 행위가 로마 제국 전 기간에 발생한 흔한 것이었음데도, 19세기에 이주 행위가 게르만족의 이동 시기에 해당하는 대략 5세기에서 8세기에 이뤄진 것으로 정의했다. 첫 이민족의 이동은 고트족 (동고트족, 서고트족 포함), 반달족, 앵글로색슨족, 랑고바르드족, 수에비족, 프리시이족, 유트족, 부르군트족, 알레마니족, 스키리이족, 프랑크족 등 게르만족들의 주도로 이뤄졌으머, 이들은 훈족, 아바르족, 슬라브족, 불가르족 등에게 서쪽으로 밀려나간 것이었다.
바이킹, 노르만족, 바랑기아족, 마자르족, 무어인, 튀르크족, 몽골인 등의 이민족 침입 역시도 중대한 영향을 미쳤으나 (특히 북아프리카, 이베리아반도, 아나톨리아, 중유럽, 동유럽), 보통은 민족대이동기의 범위 밖으로 여겨진다.

## 연대순

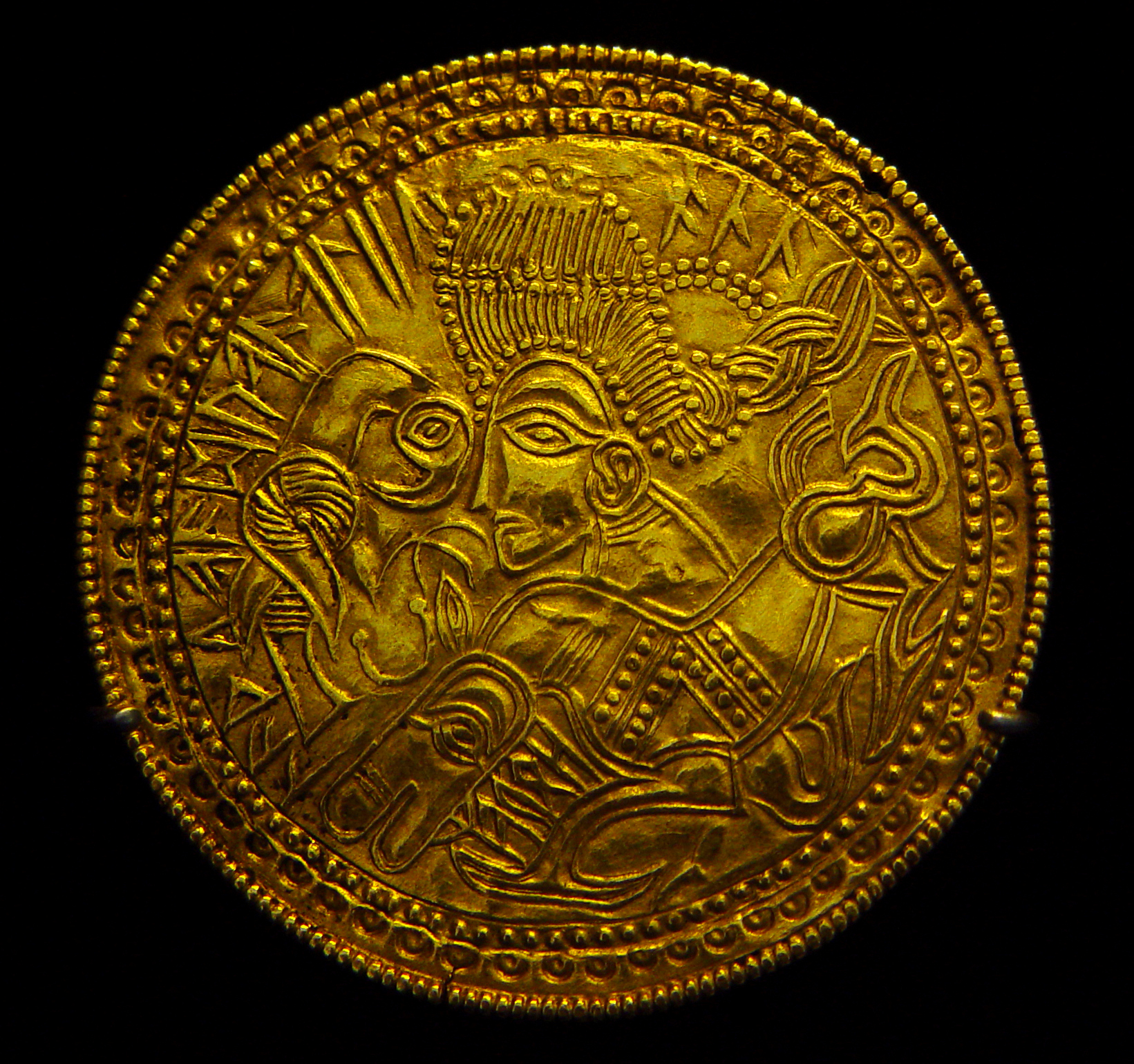
이 새와 말, 수에비 매듭을 한 머리를 표현한 게르만족의 대이동 시기의 게르만족의 금제 브락테아테는 게르만족의 신 오덴과 이후 북유럽 신화의 형태로도 확인된, 게르만 신화의 슬레이프니르와 후긴과 무닌을 나타내는 것이라 가정된다. 종교적 의미를 지닌 알루라는 룬 문자도 새겨져 있다.

### 게르만족의 기원
게르만족들은 기원전 1,000년 이후 스칸디나비아 남부 및 독일 북부 지역을 떠나 인접한 엘베강 및 오데르강 사이의 지역으로 이주했다. 게르만족의 첫 이주 물결은 기원전 200년경에 라인강 서쪽의 켈트족들을 밀어내며, 남쪽과 서쪽을 향해 움직여, 독일 남부로 이동해 기원전 100년경에는 로마의 갈리아 및 갈리아 키살피나 속주까지 이르렀다가 가이우스 마리우스와 율리우스 카이사르로 인해 그 이동이 멈추었다. 로마 역사가 타키투스 및 카이사르가 묘사한 이들이 서게르만족 집단이었다. 이후의 게르만족 이주는 기원전 600-300년 사이에 스칸디나비아에서 반대쪽의 발트해 해안가로 향하는 동쪽, 남쪽으로 이동했으며, 카르파티아산맥 인근 비스와강으로 이주했다. 타키투스 시대에 게르만족들에는 텐크테리족, 케루스키족, 헤르문두리족, 카티족 등 덜 알려진 부족들이 있었으며, 게르만족 부족끼리의 통혼 및 연맹의 시기에 알레마니족, 프랑크족, 색슨족, 프리슬란트족, 튀링기이족 같은 익숙한 부족들이 생겼다.

### 1차 이동기
300년과 500년 사이에 발생한 1차 이민족들의 침입이 그리스와 로마 역사가들에게 부분적으로 기록되었지만 이 기록들은 고고학적으로 받아들이기 어려운 점들이 있는데, 이 기록들에선 당시 서로마 제국에 해당하는 많은 지역들을 게르만족들의 통제에 있던 곳으로 기록했기 때문이었다.
테르빙기족은 376년에 훈족과 충돌한 후에 도나우강을 건너 로마의 영토로 넘어갔다. 이후 마르키아노폴리스에서 이들의 지도자 프리티게른이 루피키누스와 회담 중에 살해당하자, 테르빙기족은 반란을 일으켰고 테르빙기족에서 생겼거나 주로 고트족 집단들의 결합으로 인해 생긴 집단인 서고트족이 갈리아에 정착하기 앞서 이탈리아를 침입하여 410년에 로마를 약탈했고 그러고 나서 50년 뒤 이베리아에 250년 간 지속된 서고트 왕국을 세웠다.
476년에 로물루스 아우구스툴루스를 폐위시킨 오도아케르가 이끈 헤룰리족, 루기이족, 스키리이족 연합이 처음으로 로마 영토에 들어가고 나서, 이후 이탈리아에 정착한 테오도리쿠스 대왕이 이끄는 동고트족이 진입했다. 갈리아에선, 프랑크족 (3세기 이래로 로마와 동맹 관계에 있던 지도자들을 둔 서부 게르만족 부족들의 결합체)이 5세기에 점차 로마 영토로 들어왔고, 킬데리쿠스 1세하의 세력 규합과 486년에 그의 아들 클로비스 1세의 시아그리우스를 상대로 거둔 결정적 승리 이후, 프랑크족은 북부 로마령 갈리아의 지배자로서 지위를 확고히 했다. 알레마니족과 부르군트족, 서고트족의 도전을 막아낸, 프랑크 왕국은 장차 프랑스와 독일을 이룬 중심이 되었다. 초창기 앵글로색슨인의 브리타니아 정착은 로마의 브리타니아 지배가 끝난 5세기에 이뤄졌다. 부르군트족들은 5세기 때 이탈리아 북서부와 스위스, 프랑스 동부 지역에 정착했다.

### 2차 이동기

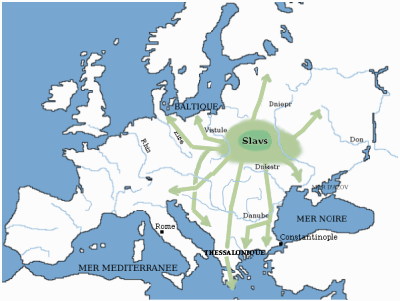
5-10세기 사이 유럽내 초기 슬라브족들의 이주.

500년과 700년 사이에 슬라브계 부족들이 중부 유럽의 많은 지역에 정착했고 남부 및 동유럽으로 밀고 들어오며, 점차 동유럽의 절반을 슬라브계가 우위로 만들었다. 추가적으로 아바르족 같은 튀르크계 부족들도 2차 이동기에 관여되었다. 567년에 아바르족과 랑고바르드족은 게피드 왕국의 다수를 파괴했다. 게르만족의 일종인 랑고바르드족은 6세기에 자신들의 동맹인 헤룰리족, 수에비족, 게피드족, 튀링기이족, 사르마티아인, 색슨족, 불가르족과 함께 이탈리아에 정착했다. 이후 이들 뒤에 바이에른족과 프랑크족이 이탈리아에 침입하여 영토 대부분을 점령하고 지배했다.

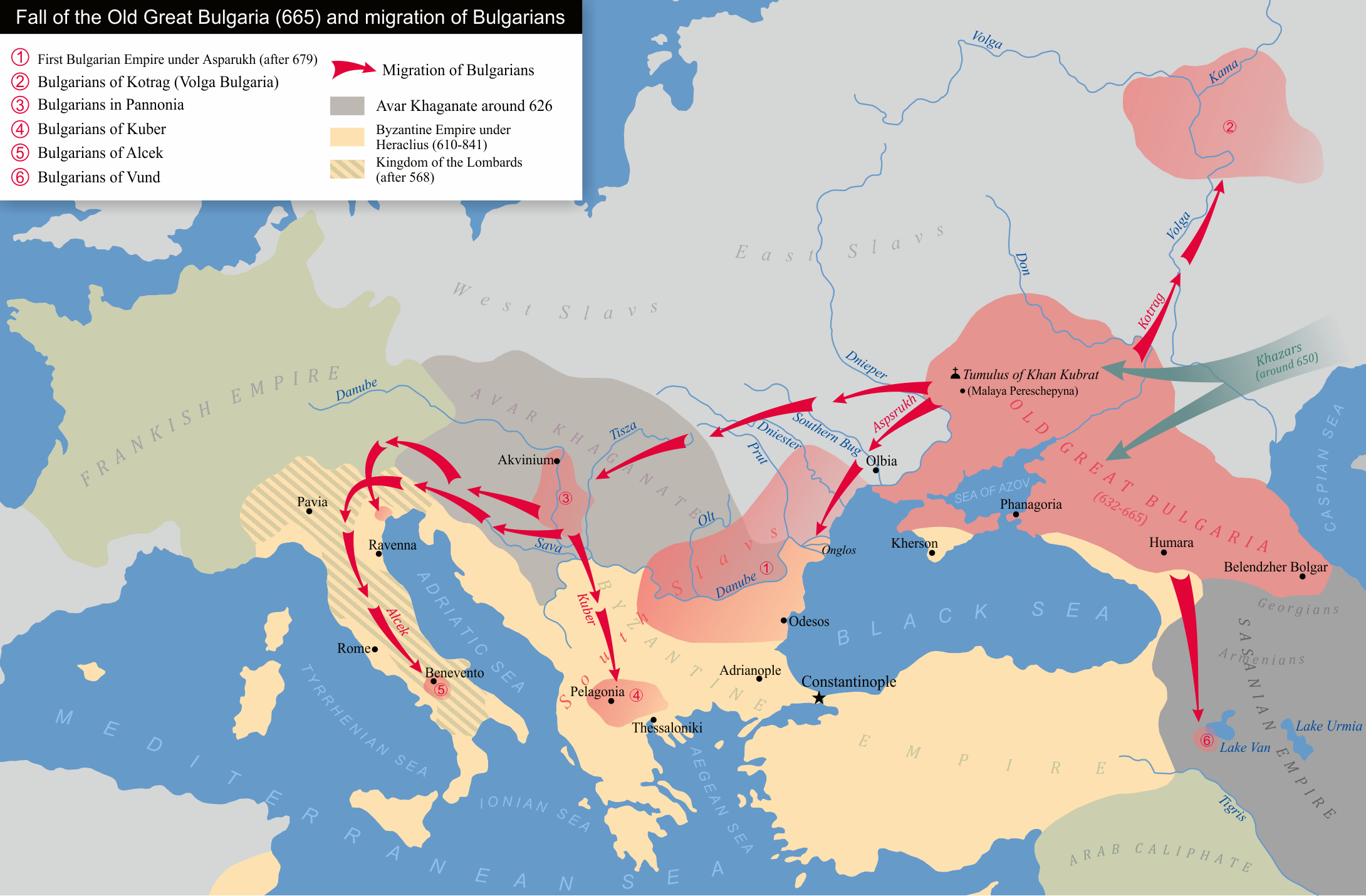
6–7세기 불가르족의 정착

본래 중앙아시아에서 온 유목 집단인 불가르족은 2세기 이래로 캅카스 북쪽 폰토스 스텝 지역을 장악하지만, 이후에 하자르인들에게 밀려나가, 7세기에 불가르족의 상당수가 서쪽으로 이주하여 도나우강 하류 지역과 함께 비잔티움 제국의 영토를 다스렸다. 이 시기부터 발칸반도의 인구 구성이 슬라브계 민족의 우위로 영구적으로 바뀌었으며, 발칸반도의 토착 집단은 발칸반도의 남서쪽 산맥지대와 알바니아, 그리스 등에서 살아남았다.
비잔티움–아랍 전쟁 초기에, 아랍군들은 7세기 말과 8세기 초 동안에 소아시아를 거처 유럽 남동부를 침입을 시도했지만, 비잔티움 및 불가르족 연합군에게 콘스탄티노폴리스 공방전 (717-718년)에서 패하고 만다. 하자르–아랍 전쟁 동안엔, 하자르족들이 캅카스 산맥을 가로질러 유럽으로 나아가려는 아랍의 확장을 막아냈다 (7-8세기). 동시에, 711년 서고트 왕국의 히스파니아, 즉 이베리아반도를 정복한 무어인 (아랍인 및 베르베르인으로 구성)들은 지브롤터를 통해 유럽을 침입하였다가 이 침입은 중단되고 만다. 이 충돌들은 다음 1천년 동안에 기독교 국가와 이슬람 국가 사이 경계를 확정지었다. 이후에 무슬림들은 902냔에 기독교인들에게서 시칠리아의 대부분을 정복하는 성공을 거뒀다.
대략 895년부터의 마자르인의 카르파티아 정복과 이어진 마자르인의 유럽 침공, 8세기 말부터의 바이킹의 확장을 전통적으로 이 시기의 마지막 이동이라고 여겨진다. 기독교도는 서서히 비이슬람교도 출신자들을 중세 기독교 질서에 맞게 개종 및 동화시켰다. 이 작업이 끝난 후, 독일인들의 동방 진출이 11세기에 시작됐다.

## 논쟁

### 야만에 대한 정체성
야만에 대한 정체성 및 그것이 게르만족의 대이동기에 어떻게 만들어지고 표현되었는가에 대한 연구는 학자들 사이에서 논쟁을 일으키고 있다. 고트족 전문 역사가 헤르비히 볼프람은 게르만족의 이동 Völkerwanderung을 민족 이동기 migratio gentium와 동일시하는 논쟁에서, 미카엘 슈미트 (Michael Schmidt)가 그의 저서 1758년 독일인의 역사에 그 동일시하는 공식을 도입한 것을 알게 되었다. 볼프람은 심지어 초기 중세에서도 생물학적 공동체로서 씨족의 중요성이 변화했다는 걸 알게되었으며, "그 문제를 더욱 복잡하게 만드는 것은, 프랑스 혁명 동안에 만들어진 민족의 개념에서 만들어진 것이 아닌 별개 전문용어를 만들어낼 방법이 없다는 것이다"라고 하였다.
"원초주의"적 패러다임이 19세기에 만연했다. 독일의 언어학자 요한 고트프리트 헤르더 같은 학자들은 부족을 일관성을 지닌 생물학적 (인종적) 집단으로 보았고, 별개의 인종 집단을 나타내는 데에 부족이라는 용어를 사용했다. 그는 또한 독일어로 민족, 사람을 뜻하는 Volk가 미술, 문학, 언어에서 핵심적 정체성 및 정신적 존재를 지닌 유기적인 것이라 믿었다. 이러한 특징들은 외부의 영향이나 특히 정복으로도 영향을 받지 않는 본질적인 것이라 보았다. 특히나 언어는 민족성에 대한 가장 중요한 표현이라고 여겨졌다. 이들은 같은 (유사한) 언어를 공유하는 집단은 공통의 정체성 및 조상을 두었다고 주장했다. 이러한 생각은 공동의 고향땅에서 기원을 했고 공통의 언어를 구사한 단일의 게르만족 및 켈트족, 슬라브족이 있었다라고 하는 낭만주의적 사상이었으며, 범게르만주의와 범슬라브주의 같은 18-19세기의 정치 운동의 개념적 틀을 제공하는 데에 도움을 줬다.
1960년대부터 고고학 및 역사학적 증거들의 재해석은 Goffart와 Todd 등의 학자들이 야만인의 정체성 구축을 설명하는 새로운 모델들을 주장하도록 촉진시켰다. 이들은 공유된 정체성이 없는 것이 Germani라고 인지되었다고 주장했으며, 유사한 이론이 켈트 및 슬라브 집단들에게서도 주장되었다.
이 이론은 원초주의자들의 사고의 방식이 많은 부족들을 게르만 (Germanoi), 켈트 (Keltoi) 또는 슬라브 (Sclavenoi) 같은 꼬리표로 분류한 그리스-로마 사료에 대해 일견으로 판단한 해석으로 인해 조장되었으며, 따라서 뚜렷한 민족이라는 원초주의자들의 인식으로 이끌었다고 말한다. 현대학자들은 특정 민족이라고 인지하는 독특성이 생물학적 및 인종적 구분보다는 공동의 정치적 및 경제적 관심을 기반으로 한다고 주장한다.
대규모의 언어 변화가 역사에서 흔하게 발생했기에, 집단의 정체성을 구축하고 유지하는 데에 있어 언어의 역할은 미약할 수도 있다. 현대학자들은 고대 후기의 야만인 정치 조직체는 변화하지 않는 혈육 관계라기보다는 사회적 구조물이라며, 기존의 사상이 "상상화된 공동체"라고 주장했다. 부족 단위 형성 과정을 소련의 학자 율리안 브롬레이가 종족의 탄생이라 명명하였다. 오스트리아 학파 (Reinhard Wenskus가 주도)가 이 이론을 보급하였고, 헤르비히 볼프람 (Herwig Wolfram), 월터 폴 (Walter Pohl), 패트릭 기어리 같은 중세 연구가들에게 영향을 미쳤다. 오스트리아 학파는 부족 단위 정치 조직의 형성을 위한 자극이 Traditionskern ("전통의 핵심")이라고 알려진, 군사 또는 귀족 계층들인 소수의 핵심 인물들에 의해 영속화되었다고 주장한다. 이 핵심 집단은 더 큰 집단을 위한 기준을 형성했고, 혈육 및 원초적 공통성 같은 융합적인 은유를 동원하여 지지자들을 모으고 자신들이 오래되고 신성한 혈통을 만들어냈다고 주장한다고 한다.
게르만족의 대이동 Völkerwanderung에 대한 흔하고 흔적들로 채워진 지도는 이 사건의 과정 같은 걸 묘사한 것이겠지만 이건 사람들을 오해하게 했다. 수세기 간 밝혀지지 않은, 지위의 변화들은 확실한 불연속성의 시기와 함께 필연적으로 불규칙적이었다. 수십년 그리고 아마 수세기 동안에, 전통의 전승자들은 제자리를 맴돌았고, 전통 그 자체도 동면해버렸다. 망각이 전통의 업무를 잊어버리기에 충분한 시간이었다.

### 관점
역사가들은 로마 국경의 "야만인" 출현에 대해 기후 변화, 날씨 및 농작물, 인구 압박, 지중해를 향한 "원초적 충동", 유목민들로 하여금 서쪽으로 향하게 하여 이에 따라 훈족이 고트족을 공격하였고 그 다음엔 고트족이 자신들 앞에 있던 다른 게르만족들을 밀어내는 "도미노 현상"을 야기한  만리장성의 건설 등, 몇 가지 설명들을 상정했다. 모든 야만 부족들 (혹은 민족들)이 로마의 속주들로 몰려들었고, 고대시대의 도시주의를 종료하고 새로운 유형의 지방 생활권을 발생시켰다. 일반적으로, 프랑스와 이탈리아 학자들은 게르만족의 대이동을 문명 파괴와 유럽을 1천 년 뒤로 퇴보시킨 "암흑 시대"의 시작이라는, 재앙적 사건으로서 보는 경향이 있다. 이와 반대로, 독일과 영국의 역사가들은 로마와 야만인들의 접촉을 "지치고, 무기력하고 부패한 지중해 문명"이 "조금 더 정력적이고, 호전적인, 북방의 문명"으로 대체되는 것으로 보는 경향이 있다.
독일과 슬라브권의 학자들은 역동적이고 "배회하는 인도유럽어인"이라는 이념을 열망하며, "침입"이라는 표현보다는, "이주" (독일어: Völkerwanderung, 체코어: Stěhování národů, 스웨덴어: folkvandring, 헝가리어: népvándorlás)라는 표현을 사용한다.
학자 가이 할살은 야만인의 이동이 로마 제국 멸망의 원인이 아닌, 결과라고 보았다. 고고학적 발견물들은 게르만족과 슬라브족 부족들이 아마도 단순히 "몇 가지 다른 원인들로 이미 다 허물어져 가는 제국의 정치 체제로 이끌려 간" 정착한 농민들이라는 것을 확인해주었다. 3세기의 위기는 로마 제국 내 동방과 서방에 중대한 변화를 일으켰다. 특히나, 경제 붕괴가 로마 제국을 지지하던 많은 정치, 문화, 경제 세력들을 사라지게 했다.
로마 속주의 농촌 인구들은 도심권에서 벗어나게 되었고, 따라서 로마 국경을 넘어온 다른 농민들과 이들의 차이는 거의 없었다. 게다가, 로마는 스스로를 보호하기 위해 외국인 용병들을 점차 사용했다. 이 "야만인화"는 바르바리쿰에서 일어나는 변화들과 대응된다.
예시로, 로마 제국은 로마 국경을 따라 있는 야만족 집단들을 구성하는데 중대한 역할을 했다. 로마의 지원 및 선물이라는 후원을 받은, 로마와 동맹을 맺은 야만족 족장들은 다른 호전적인 야만인 집단에 맞서는 완충 장치 역할을 했다. 로마의 경제력 붕괴는 자신들의 세력을 유지하는 데 로마의 선물에 의지하던 야만인 집단을 약화시켰다. 훈족의 등장이 경제적 이유로 로마의 속주를 침입하도록 많은 집단들을 자극했다.
야만인들의 옛 로마 속주들을 인수하는 유형은 지역별로 달랐다. 그 예로 아키텐의 지역 행정은 꽤나 자립적이었다. 할살은 아키텐의 통치자들이 동고트족들에게 군사적 지배권을 간단하게 "넘겨주었고", 새로운 이주자들의 정체성을 획득했다고 한다. 갈리아에선, 로마 제국 통제의 붕괴가 무정부 상태의 혼란을 야기했고, 프랑크족과 알레마니족들을 뒤이은 "권력의 공백"으로 끌어들여, 분쟁으로 이끌었다. 스페인에선, 지역 귀족들이 반달족에 대항하여 그들만의 군대를 키워, 한동안 독립을 유지했다. 한편, 로마의 잉글랜드 저지대 철수는 색슨족과 브리튼족 족장들 간의 분쟁을 일으켰고, 이 결과로 브리튼족 족장들은 그들의 권력의 중심지가 서쪽으로 후퇴했다. 동로마 제국은 주로 지역 민병대에 의존하고 있던 얆게 퍼진 군대와 다뉴브 리메스 재건이라는 막대한 노력에도 불구하고 발칸반도 속주의 통제권을 유지하고자 했다. 이 어마어마한 강화 노력들은 실패하고 말았고, 발칸 지역의 빈곤한 인구 상태를 더욱 악화시켜 슬라브족 전사들과 이들 가족들의 식민지화를 야기했다.
할살과 노블은 이런 변화들이 로마 정치 조직의 통제 붕괴에서 발생했으며, 지방의 로마 통제력에 대한 약점을 노출시켰다고 한다. 거대한 규모의 이주 대신에, 소규모의 전사 및 이들의 가족 집단들에 의한 군사적 장악이 있었으며, 이들의 수는 보통 수만명 단위였다. 이 과정에는 로마 속주민들의 자주적이고, 지각적인 결정들이 포함되어 있었다.
중앙 통제력의 붕괴는 속주들에서 로마 정체성이라는 점을 약화시켰고, 이는 왜 속주들이 당시에 소수의 야만인들이 정착한 것뿐이었음에도 격렬한 문화 변동을 겪었는지를 설명할 수 있을지 모른다.
궁극적으로, 서로마 제국의 게르만족 집단들은 "토착 사회를 파괴하거나 뒤집어 놓는" 것 없이 적응하였고, 그러고 나서 이들은 구조화되었고 위계질서를 지닌 (약화되기는 했지만) 로마 행정 체제를 유지했다.
아이러니하게도, 게르만족들은 앞에 언급한 적응의 결과로 자신들 고유의 정체성을 상실했고 라틴민족으로 흡수됐다. 이와 반대로, 동쪽의 슬라브인들은 "이들이 로마 속주를 약탈한 시기에서조차도" 땅에 대해 얽매이기보단 좀 더 "검소하고 엄격하며 평등적인" 생활을 유지했다. 이들의 조직 형태는 로마의 것이 아니었으며, 지도자들도 성공을 위해서 로마의 금화에 보통 의존하지 않았다. 따라서 이들은 고트족, 프랑크족, 또는 색슨족이 자신들이 차지한 땅에 미친 것보다 명백히 훨씬 큰 영향을 미쳤다.

### 민족성
특정 유물 유형에 대한 믿음의 전제하에, 일반적으로 장례품으로 발견되는 개인 장식품 요소들은 매장된 그 사람의 인종 또는 민족성을 나타낸다고 생각되며, "문화사" 계열 학파의 고고학은 고고학 문화들이 사료 속에서 이름 붙여진 부족 정치 조직들의 원향 (Urheimat)을 나타낸다고 가정한다. 이에 대한 결과로, 물질 문화 확장 변화는 인구의 확대로 해석된다.
사회 구성주의의 영향을 받은, 공정 위주 (process-driven) 고고학자들은 문화사 고고학 방식을 거부하는 동시에 민족 정체성에 대한 논쟁을 하찮게 여겼으며, 물질 문화 유물들을 발생시킨 내부조직의 역학에 집중했다. 게다가 이들은 새로운 문화의 수용이 군사적 접수보다는 무역이나 외부 정치 체제를 통해 발생할 수 있다고 주장했다.

## 같이 보기
- 생태학적 난민
- 고대 후기
- 5호 16국

## 참고
1. ↑  글자 그대로 뜻은 "방랑하는 사람들"이며, 독일어 Völkerwanderungszeit가 글자 그대로  "이주 시기"를 뜻한다. 참조 Völkerwanderung according to Collins.

## 참고 자료
- Barford, Paul M (2001), 《The Early Slavs: Culture and Society in Early Medieval Eastern Europe》, Cornell University Press, ISBN 0-8014-3977-9
- Börm, Henning (2013), Westrom. Von Honorius bis Justinian, Kohlhammer Verlag, ISBN 978-3-17-023276-1
- Curta, Florin (2001). 《The Making of the Slavs: History and Archaeology of the Lower Danube Region, c. 500–700》. Cambridge: Cambridge University Press. ISBN 978-1-139-42888-0.
- Curta, Florin (2006). 《Southeastern Europe in the Middle Ages, 500–1250》. Cambridge: Cambridge University Press. ISBN 978-0-521-81539-0.
- Dumville, David (1990), 《Histories and pseudo-histories of the insular Middle Ages》, Aldershot, Hampshire: Variorum
- Geary, Patrick (2003), 《Myth of Nations. The Medieval Origins of Europe》, Princeton Paperbacks, ISBN 0-691-11481-1
- Fouracre, Paul, 편집. (2006), 《The New Cambridge Medieval History, Vol. 1: c. 500 – c. 700》, Cambridge University Press, ISBN 0-521-36291-1
- Halsall, Guy (2006), 〈The Barbarian invasions〉,   Fouracre, Paul, 《The New Cambridge Medieval History, Vol. 1: c. 500 – c. 700》, Cambridge University Press, ISBN 0-521-36291-1
- Halsall, Guy (2008), 《Barbarian Migrations and the Roman West, 376–568》, Cambridge University Press, ISBN 978-0-521-43491-1
- Heather, Peter J (1998), 《The Goths》, Wiley-Blackwell, ISBN 0-631-20932-8
- Kleineberg, A.; Marx, Chr.; Knobloch, E.; Lelgemann, D.: Germania und die Insel Thule. Die Entschlüsselung von Ptolemaios' "Atlas der Oikumene". WBG 2010. ISBN 978-3-534-23757-9.
- Kulikowski, Michael (2007), 《Rome's Gothic Wars: from the third century to Alaric》, Cambridge University Press, ISBN 978-0-521-84633-2
- Noble, Thomas; Goffart, Walter (2006), 《From Roman provinces to Medieval kingdoms》, Routledge, ISBN 0-415-32742-3
- Pohl, Walter (1998), 〈Conceptions of ethnicity in Early Medieval Studies〉,   Little, Lester K; Rosenwein, Barbara, 《Debating the Middle Ages: issues and readings》, Wiley-Blackwell, ISBN 1-57718-008-9
- Todd, Malcolm (1996년 2월 12일), 《The Early Germans》, Blackwell Publishing, ISBN 0-631-19904-7
- Wolfram, Herwig (2001), 《Die Goten. Von den Anfängen bis zur Mitte des sechsten Jahrhunderts》, München: C. H. Beck